# Belgrove Hotel, Goodbye
Belgrove Hotel, Goodbye är en svensk TV-film från 1970, regisserad av Christer Dahl och skriven av honom, Lars Norén och Lars Lundberg. Bodil Mårtensson gjorde här sin filmdebut i rollen som Malin.
Filmen producerades för Sveriges Radio. Den premiärvisades den 27 maj 1970 i TV2.

## Handling
Malin har tidigare varit au-pair-flicka i London, England och återvänder nu till den familj hon arbetade hos. Under besöket genomgår hon en kris, som får henne att glömma sitt barn som hon har med sig.

## Rollista
- Bodil Mårtensson – Malin
- Tommy Godfrey[2]
- Edward Hardwicke – Stephen
- Diana Kjær[2]
- Gillian Lewis – Ann
- Richard Vanstone[2]
- Pamela Duncan – hotellvärdinnan
- Helena Hansegård – barnet